# 水公園站 (基輔地鐵)
水公園站（羅馬化：Hydropark,  （ⓘ））是基輔地鐵斯維亞托申-布羅瓦雷線的一個車站。水公園站開通於1965年11月5日，站名取自於基輔的主要遊樂場所之一水公園島。

## 外部連結
- Station description on official website of the Metro （乌克兰語）
- Station description and photos （俄文）
- Satellite shot of centred on the station
- Photo Gallery （捷克文）
- Yet another comprehensive Photo gallery （页面存档备份，存于） （俄文）